# Gotzon Sánchez
Gotzon Sánchez Sabino (Rentería, Guipúzcoa, 30 de mayo de 1972) es un actor español afincado en San Sebastián. Ha trabajado en cine, teatro y, sobre todo, en series de televisión. También ha trabajado en la música, los spots publicitarios y la presentación televisiva.

## Formación
En 2001 dio comienzo su formación actoral en el Laboratorio de Teatro William Layton de Madrid con grandes maestros de la escena como el ya fallecido Antonio Llopis, Arnold Taraborrelli y José Pedro Carrión. Tras los primeros spots y episódicos en series obtiene su primer papel fijo en una serie emitida por Antena 3, El síndrome de Ulises.

## Polémica en anuncio de Coca-Cola
El 21 de mayo de 2014, un artículo en el diario El Mundo informaba de que Coca-Cola decidía retirar un anuncio en el cual había participado Gotzon Sánchez como actor. La retirada se produciría después de una solicitud por parte de la asociación Dignidad y Justicia, que criticaba la presencia del actor al haber participado en actos de Herrira, asociación en apoyo a presos de ETA. Por su parte, Gotzon Sánchez consideró que su participación en actos de Herrira formaba parte de su vida privada, motivados por su preocupación para buscar una solución al conflicto y el respeto de los derechos humanos, lo cual a su juicio no debía significar ningún problema.
Coca-Cola, sin embargo, emitió una nota de prensa en la que afirmaba que el spot no se retiró, sino que dejó de emitirse porque la campaña publicitaria terminó. Aclaró además que, mientras duró la campaña publicitaria, no había recibido ninguna petición de retirada de la misma.

## Filmografía

### Cine
| Cine | Cine                     | Cine                    | Cine |
| Año  | Película                 | Director                |      |
| ---- | ------------------------ | ----------------------- | ---- |
| 2018 | Cuando dejes de quererme | Igor Legarreta          |      |
| 2014 | Loreak                   | Jon Garaño              |      |
| 2011 | Sabin.                   | Patxi Barco             |      |
| 2010 | El cazador de dragones   | Patxi Barco             |      |
| 2008 | Todos estamos invitados  | Manuel Gutiérrez Aragón |      |

### Series de televisión
| Series de televisión | Series de televisión             | Series de televisión | Series de televisión |
| Año                  | Título                           | Director             |                      |
| -------------------- | -------------------------------- | -------------------- | -------------------- |
| 2011                 | Hispania, la leyenda             |                      |                      |
| 2010                 | Punta escarlata                  | Pablo Barrera        |                      |
| 2009                 | Una bala para el Rey             | Pablo Barrera        |                      |
| 2007 — 2008          | Goenkale                         |                      |                      |
| 2007 — 2008          | El síndrome de Ulises            |                      |                      |
| 2007                 | Esto no es serio, ¿o sí?         |                      |                      |
| 2007                 | La que se avecina                |                      |                      |
| 2007                 | Génesis: En la mente del asesino |                      |                      |
| 2006                 | A tortas con la vida             |                      |                      |
| 2005                 | Al filo de la ley                |                      |                      |
| 2004                 | Paco y Veva                      |                      |                      |
| 2003                 | Barnetegia                       |                      |                      |
| 2000                 | KTM                              |                      |                      |

### Cortometrajes
| Cortometrajes | Cortometrajes         | Cortometrajes                  | Cortometrajes |
| Año           | Título                | Director                       |               |
| ------------- | --------------------- | ------------------------------ | ------------- |
| 2010          | Jugando con la muerte | Paul Urkijo                    |               |
| 2009          | El ejemplo            | Iñigo Kintana                  |               |
| 2004          | 13 hilabete eskas'    | Iñigo Kintana                  |               |
| 2004          | Ostertz               | Iñigo Kintana e Iñaki Beraetxe |               |
| 2003          | Game over             | María Molina                   |               |
| 2001          | Atento                | Él mismo                       |               |

### Publicidad
| 2014 | Coca-cola                      |
| 2011 | Hero Baby - Lentejas           |
| 2010 | Bosch - Aspirador Roxx´x       |
| 2009 | Mahou - Plataforma petrolífera |
| 2002 | Wanadoo, Knorr, Pans & Company |

### Musical
| Vídeos musicales | Vídeos musicales | Vídeos musicales | Vídeos musicales |
| Año              | Título           | Director         |                  |
| ---------------- | ---------------- | ---------------- | ---------------- |
| 2009             | Ta nik zer dakit | Iñigo Kintana    |                  |

### Teatro
| Obras | Obras                         | Obras                        | Obras               |
| Año   | Título                        | Director                     | Compañía            |
| ----- | ----------------------------- | ---------------------------- | ------------------- |
| 2005  | Diario de un Romeo cualquiera | Ezekiel Iturralde y él mismo | Jugando a ser actor |